# Bruno Prada
Bruno Prada (ur. 31 lipca 1971 w São Paulo) – brazylijski żeglarz sportowy, srebrny i brązowy medalista olimpijski, czterokrotny mistrz świata.
Srebrny medalista igrzysk olimpijskich w 2008 w Pekinie wspólnie z Robertem Scheidtem w klasie Star. Z tym samym partnerem zdobył brąz podczas igrzysk w Londynie również w klasie Star.
Czterokrotny mistrz świata (2007, 2011, 2012, 2019), wicemistrz w 2006 i brązowy medalista w 2008.
Na początku sportowej kariery (do 2004) występował w klasie Finn, nie odnosząc większych sukcesów.